# میثاق ۲
میثاق-۲ یک موشک زمین به هوا هدایت شونده مادون قرمز قابل حمل توسط نفر و نسل و نسخه بعدی موشک میثاق-۱ است. همانند سلف خود، ظاهراً میثاق-۲ بر اساس فناوریهای چینی طراحی و ساخته شده‌است. خط تولید انبوه داخلی موشک میثاق-۲ را در تاریخ ۱۶ بهمن ۱۳۸۶ توسط وزیر دفاع وقت ایران راه اندازی شده‌است.

## مشخصات
- برد مؤثر : ۵۰۰۰ متر
- حداکثر ارتفاع : ۳۵۰۰ متر
- زمان واکنش : ۵ ثانیه
- حداکثر سرعت : حدود ۲٫۷ ماخ
- جستجوگر مادون قرمز شلیک و بعد هیچ
- وزن موشک : ۱۱٫۳۲ کیلوگرم
- کلاهک وزن : ۱٫۴۲ کیلوگرم
- عمر (زمان) ذخیره‌سازی : ۸ سال